# Adriatica Ionica Race
Das Adriatica Ionica Race - Sulle Rotte della Serenissima ist ein italienisches Straßenradrennen.
Das Etappenrennen wurde 2018 erstmals über fünf Tage ausgetragen und war in UCI-Kategorie 2.1 Teil der UCI Europe Tour. Veranstalter ist die von Ex-Weltmeister Moreno Argentin gegründete ASD Sport Union.
Ziel des Veranstalters ist das Rennen perspektivisch auf bis zu zehn Tage auszudehnen und dabei die italienischen Regionen Venetien und Friaul-Julisch Venetien sowie die Länder Österreich, Slowenien, Kroatien, Bosnien und Herzegowina, Montenegro, Albanien, Nordmazedonien und Griechenland zu durchfahren. Abgestellt wird damit neben dem namensgebenden Meer Adria auf die Ausbreitung der ehemaligen Republik Venedig, die sich selbst auch Serenissima nannte.
Die Veranstaltung soll eine Brücke zwischen Ost und West bauen, indem die Rennen Regionen durchfährt, deren Traditionen, Kultur, Kunst und Essen dargestellt werden sollen. Sportlich soll ein Programm mit verschiedenen Wettbewerbsformen, wie Einzelzeitfahren, Mannschaftszeitfahren, Nachtrennen und Abschnitte mit Schotterstraßen, ausgetragen werden.
Die Austragung des Jahres 2020 fiel aufgrund der COVID-19-Pandemie aus. Im Hagr 2023 erfolgte die Absage des Rennens 16 Stunden vor dem angekündigten Startzeitpunkt aufgrund organisatorischer Schwierigkeiten.

## Palmarès
| Jahr | Sieger            | Zweiter            | Dritter        |          |
| ---- | ----------------- | ------------------ | -------------- | -------- |
| 2018 | Iván Sosa         | Giulio Ciccone     | Ildar Arslanow |          |
| 2019 | Mark Padun        | Ben Hermans        | James Knox     |          |
| 2020 | abgesagt          | abgesagt           | abgesagt       | abgesagt |
| 2021 | Lorenzo Fortunato | Merhawi Kudus      | Wadim Pronski  |          |
| 2022 | Filippo Zana      | Natnael Tesfatsion | Wadim Pronski  |          |
| 2023 | abgesagt          | abgesagt           | abgesagt       | abgesagt |
| 2024 | abgesagt          | abgesagt           | abgesagt       | abgesagt |